# Wideband Global SATCOM
El Wideband Global SATCOM (WGS) és un sistema de comunicacions per satèl·lit de gran capacitat previst per al seu ús conjunt entre el Departament de Defensa dels Estats Units (DoD) i el Departament de Defensa d'Austràlia. El sistema es compon dels satèl·lits del segment espacial, els usuaris del segment de terminal i els operadors del segment de control.
Els serveis de comunicació de banda ampla per satèl·lit del Departament de Defensa actualment es realitzen mitjançant una combinació dels satèl·lits existents Defense Satellite Communications System (DSCS) i Global Broadcast Service (GBS). D'acord amb United Launch Alliance, citat en Spaceflight Now, "Un sol satèl·lit WGS té tant amplada de banda com tota la constel·lació DSCS actual".